# Martin Gebhardt (Turner)
Martin Adolf Gebhardt (* 15. Januar 1888 in Greiz; † 5. Dezember 1947 in Frankfurt am Main)  war ein deutscher Turner und Trainer. Sein Heimverein war Eintracht Frankfurt.

## Leben
1925 turnte er als Mitglied der Deutschlandriege auf dem Eidgenössischen Turnfest in Genf. Er war auch für die turnerische Entwicklung von Weltmeister und Olympiasieger Ernst Winter mitverantwortlich.